# Adalvino de Salzburgo
Adalvino (?-14 de mayo del 873) fue el cuarto arzobispo de Salzburgo y abad del monasterio de San Pedro de la misma localidad.

## Carrera eclesiástica
Se formó en la sede episcopal de Salzburgo. Fue precisamente Liupram, su predecesor, quien lo favoreció intensamente y lo recomendó expresamente al rey Luis el Germánico para que lo sucediera al frente del episcopado. En efecto, fue nombrado arzobispo tras la muerte de Liupram en el 859 y marchó al punto a Roma en la primavera del 860 para recibir el palio.
Le preocupaba principalmente la cristianización de los eslavos de Carantania y Panonia, pero también la de los de la Gran Moravia. Luis el Germánico, rey de Francia Oriental, premió esta labor misionera con numerosas donaciones. Adalvino recibió muchas iglesias y pueblos como Sabaria y Prostrum. Mantuvo relaciones especialmente buenas con Kocel, príncipe de Panonia desde el 861.
Sin embargo, no pudo oponerse a la actividad evangelizadora de los hermanos Cirilo y Metodio y, en particular, al nombramiento del segundo como arzobispo de Sirmio (Panonia) por el papa Adriano II en el 870. Así pues, lo hizo apresar poco después, con la ayuda del obispo de Passau, Ermenrico. Redactó para la ocasión la obra Conversio Bagoariorum et Carantanorum (Conversión de los bávaros y los carantanos) para realzar la importancia de la Arquidiócesis de Salzburgo en la cristianización de Panonia y asegurar la condena de Metodio en el juicio al que se le iba a someter en Ratisbona. Metodio pasó tres años encerrado en un claustro (en Reichenau o Ellwangen) hasta que el papa Juan VIII ordenó su liberación en el 873.
Después de su muerte, acontecida el 14 de mayo del 873, le sucedió en la silla episcopal Adalberto I.